# Antonio Ricardos
Antonio Ricardos Carrillo de Albornoz, né le 12 septembre 1727 à Barbastro en Aragon et mort le 13 mars 1794 à Madrid, est un militaire espagnol du XVIIIe siècle.

## Origines et début de carrière
Il naît le 12 septembre 1727 à Barbastro. Son père, Felipe Nicolas Ricardos, est sergent major du régiment de cavalerie de Malte en garnison à Barbastro. Sa mère Léonore Carrillo, est la fille du capitaine général Don José Carrillo de Albornoz, conquérant d'Oran, de Naples et de Sicile.
En 1740, durant la guerre de Succession d'Autriche, son père devient brigadier et est muté en Italie. Ricardos le rejoint là-bas et participe à la bataille de Plaisance en 1746. À l'âge de 16 ans, il remplace son père à la tête du régiment. En 1748, quand le traité d'Aix-la-Chapelle est signé, il rentre en Espagne. Il est alors considéré comme l'un des meilleurs officiers de cavalerie de son pays.

## Carrière
En 1763, il étudie les tactiques de cavalerie dans les écoles du roi de Prusse, Frédéric le Grand. Il est nommé lieutenant général en 1764 et est muté à Véracruz pour réorganiser le système militaire. Il y reste quatre ans.
De retour en Espagne en 1768, il occupe le poste de chef de la commission militaire espagnole qui a pour mission de délimiter la frontière pyrénéenne avec la commission française.
En 1773, il devient inspecteur des armées de cavalerie et réorganise les services administratifs en améliorant l'instruction des officiers par les théories modernes qui lui ont été enseignées dans les écoles prussiennes.
En 1775, il prend part à l'expédition désastreuse espagnole à Alger de O'Reilly.

## Guerre du Roussillon
Il est à la tête de l'armée espagnole qui envahit le Roussillon en 1793. Il établit alors son quartier général à Trouillas. Le 20 décembre 1793, il défait à Collioure les troupes du général Delattre, qui y sont faites prisonnières[réf. nécessaire].